# PSTricks
PSTricks — это набор макросов, позволяющих включать рисунки PostScript непосредственно в код TeX или LaTeX.

## Использование

Пример использования PSTricks (масштабируемый)

Для создания графики доступен богатый набор команд.
В PSTricks координаты всегда заключаются в круглые скобки. Следующий масштабируемый пример иллюстрирует синтаксис PSTricks:
```
 
\begin
{
pspicture
}
(6,6)
   
%% Треугольник (красный):

   
\psline
[linecolor=red]
(1,1)(5,1)(1,4)(1,1)
   
%% Кривая Безье (зелёная):

   
\pscurve
[linecolor=green,linewidth=2pt,
%

     showpoints=true](5,5)(3,2)(4,4)(2,3)
   
%% Окружность единичного радиуса (синяя):

   
\pscircle
[linecolor=blue,linestyle=dashed]
(3,2.5)
{
1
}

 
\end
{
pspicture
}

```

## Расширения
pst-plot предоставляет команды для создания графиков функций:
```
 
\begin
{
pspicture*
}
(-7.5,-3)(7.5,3)
   
\psaxes
[labels=none]
(0,0)(-7,-2)(7,2)        
% задаём оси

   
\psplot
[linecolor=blue, linewidth=1.5pt]
%    % рисуем синусоиду

     
{
-7
}{
7
}{
x 0.01745329252 div sin
}
           
% notice the RPN expression

   
\uput
[45]
(3.1415926,0)
{
$
\pi
$
}
                
% these are the labels 

   
\uput
[90]
(-1.570796,0)
{
$
-
\pi
/
2
$
}
             
% \uput is a box positioned at [angle]

   
\uput
[-90]
(1.570796,0)
{
$
\pi
/
2
$
}
              
% relative to (x,y) coordinate

   
\uput
[-135]
(-3.1415926,0)
{
$
-
\pi
$
}
            
% and putting { content } on the box

   
\psline
[linewidth=1pt,linecolor=red,linestyle=dotted]
%   % red dotted lines

     (1.57079632,1)(1.57079632,0) 
   
\psline
[linewidth=1pt,linecolor=red,linestyle=dotted]
%

     (-1.57079632,-1)(-1.57079632,0) 
 
\end
{
pspicture*
}

```

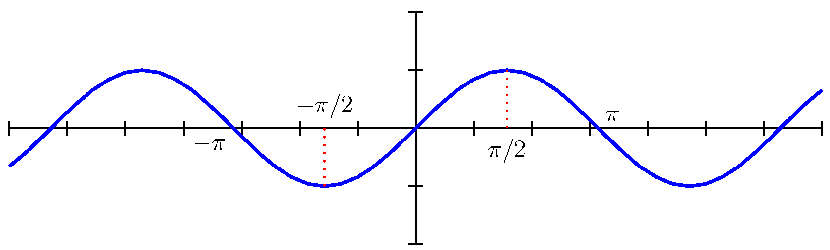
Рисование функции sin(x) при помощи pst-plot

Предыдущий пример также показывает, что команды TeX могут быть использованы при задании картинок. Поскольку PostScript использует постфиксную нотацию математических операций, то аргумент pst-plot должен быть представлен в той же форме.
pstricks-add расширяет pst-plot, предоставляя полярные координаты, и позволяет использовать алгебраическую запись вместо постфиксной.
pst-math предоставляет тригонометрические функции в радианах (PostScript по умолчанию использует градусы), а также гиперболические функции.
pst-plot3d используется для создания трёхмерных графиков:

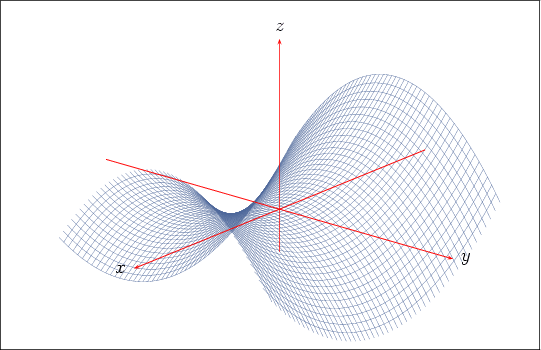
Гиперболический параболоид, нарисованный при помощи команды pst-plot3d

multido предоставляет возможность создания циклов для задания графиков, содержащих повторяющиеся элементы:

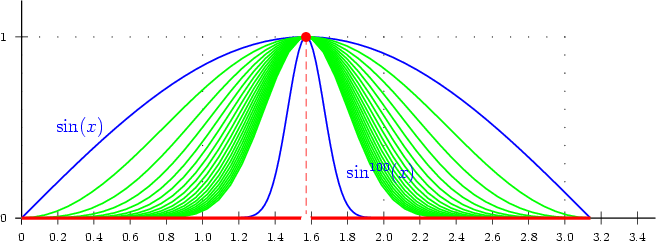
Система графиков с переменным параметром, нарисованная при помощи multido

pst-eucl — расширение для лёгкого создания геометрических рисунков.

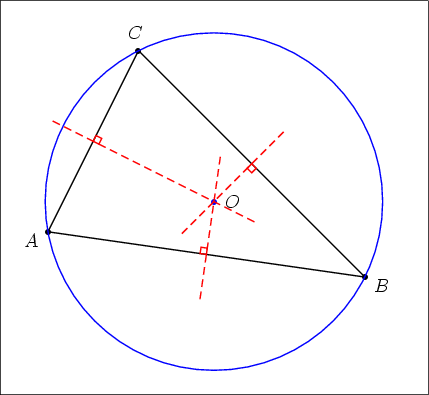
Окружность, описанная около треугольника при помощи pst-eucl

Существует множество других расширений: рисование принципиальных схем, штриховых кодов, графов,деревьев, визуализации данных и проч.
Некоторые команды PSTricks, например, pstextpath, поддерживаются не всеми программами dvips и поэтому не работают в некоторых дистрибутивах TeX и LaTeX, по крайней мере без специальной настройки.

## Программы, поддерживающие PSTricks
- Inkscape
- Динамическая геометрия:

GeoGebra, Kig.
- Mathematica
- LaTexDraw